# Halaelurus natalensis
Halaelurus natalensis är en hajart som först beskrevs av Regan 1904.  Halaelurus natalensis ingår i släktet Halaelurus och familjen rödhajar. IUCN kategoriserar arten globalt som otillräckligt studerad. Inga underarter finns listade i Catalogue of Life.